# Tjenare kungen
Tjenare kungen är en svensk dramakomedifilm som hade biopremiär i Sverige den 16 september 2005, i regi av Ulf Malmros.

## Handling
Det är 1984. 19-åriga Abra bor i lilla Billingsfors och är den enda punkaren. När synthbandet Happy Gigolos sticker därifrån efter en misslyckad spelning hänger hon med till Göteborg och bestämmer sig för att starta ett punkband, Tjenare kungen, tillsammans med Millan. Drömmen är att få ge ut en singel till jul.

## Skådespelare (urval)
- Josefin Neldén - Abra
- Cecilia Wallin - Millan
- Joel Kinnaman - Dickan
- Malin Morgan - Isa
- Johanna Strömberg - Gloria
- Kjell Bergqvist - Lundström på korvfabriken
- Fyr Thorwald - Bar-Jonny på Errols
- Morgan Alling - Stefan
- Erica Carlson - Abras syster
- Jessica Persson - Dickans syster "Karin"
- Ralph Carlsson - Leif
- Anders Lönnbro
- Daniel Gustavsson - sångaren i Folkets hus

## Mottagande
I Svenska Dagbladet ansåg recensenten Karoline Eriksson att filmen var en av 2005 års bästa trots att den drogs med en del klyschor. I Aftonbladet skrev Jan-Olov Andersson att filmen var en "underbar rock’n’roll-saga" och hade väldigt trevligt under visningen.
Ulf Malmros vann en guldbagge för bästa regi 2005 för filmen. Jaana Fomin vann en guldbagge i kategorin Bästa prestation bild för kostymdesignen.

## Om filmen
Filmen baseras på Britta Svenssons roman Lucia i svart. Arbetstiteln var 1984. Låten "Bara för mycket" är specialskriven för filmen av Joakim Thåström och Per Hägglund.

### Fotnoter
1. 1 2  ”Tjenare kungen”. Svensk filmdatabas. Svenska Filminstitutet. 16 september 2005. http://www.svenskfilmdatabas.se/sv/Item/?type=film&itemid=58804. Läst 22 september 2016.
2. ↑  ”Tjenare kungen Träffsäker tonårssaga”. Svenska Dagbladet. 15 september 2005. Arkiverad från originalet den 18 oktober 2016. https://web.archive.org/web/20161018211320/https://www.svd.se/traffsaker-tonarssaga-4SyT. Läst 13 oktober 2020.
3. ↑  ”Malmros förtjänar en kram”. Aftonbladet. 16 september 2005. https://www.aftonbladet.se/nojesbladet/film/a/1kMRmq/malmros-fortjanar-en-kram. Läst 13 oktober 2020.
4. 1 2  ”Guldbaggen 2005”. guldbaggen.se. Svenska Filminstitutet. https://guldbaggen.se/arkiv/?y=2005&cat=0&winners=1. Läst 13 oktober 2020.
5. 1 2  ”"Lucia i svart" till vita duken”. Expressen. 25 april 2004. https://www.expressen.se/noje/lucia-i-svart-till-vita-duken/. Läst 13 oktober 2020.
6. ↑  ”Tjenare kungen Soundtracks” (på engelska). Imdb. https://www.imdb.com/title/tt0423382/soundtrack. Läst 10 oktober 2020.